# Čerín
Čerín (em alemão:  Fanischhain; em húngaro:  Cserény) é um município da Eslováquia localizado no distrito de Banská Bystrica, região de Banská Bystrica.

## Demografia
| Ano:        | 1994 | 2004    | 2014   | 2024   |
| ----------- | ---- | ------- | ------ | ------ |
| Broj ljudi: | 397  | 437     | 459    | 446    |
| Razlika:    |      | +10,07% | +5,03% | -2,83% |

| Ano:               | 2023 | 2024   |
| ------------------ | ---- | ------ |
| Número de pessoas: | 456  | 446    |
| Diferença:         |      | -2,19% |